# Rhyacophila montana
Rhyacophila montana là một loài Trichoptera trong họ Rhyacophilidae. Chúng phân bố ở miền Tân bắc.